# پریمورسکی (داغستان)
پریمورسکی (به لاتین: Primorsky) یک منطقهٔ مسکونی در روسیه است که در شهرستان محرم‌کند واقع شده‌است.